# Sistema polifàsic

Sistema monofàsic d'una sola fase.

Sistema polifàsic de tres fases o trifàsic.

En enginyeria elèctrica un  sistema polifàsic  és un sistema de producció, distribució i consum d'energia elèctrica format per dos o més tensions iguals amb diferència fase constant, que subministren energia a les càrregues connectades a les línies. En un sistema bifàsic la diferència de fase entre les tensions és de 90°, mentre que en els trifàsics aquesta diferència o desfasament és de 120°. Els sistemes trifàsics són els utilitzats en la generació, transmissió i distribució de l'energia elèctrica. Històricament han existit sistemes de major nombre de fases, vg, hexafàsics i dodecafàsics, destinat a alimentar rectificadors de manera d'obtenir una tensió contínua poc ondulada (amb una ondulació mínima).

## Nota
1. ↑  Ion Boldea, Syed Abu Nasar, The Induction Machine Handbook - CRC Press, 2002, page 2
2. ↑  Longo, Vito «High-Phase What?». , 01-07-2011. Arxivat de juliol 28, 2016, a Wayback Machine.